# 愛する時と死する時
『愛する時と死する時』（あいするときとしするとき、Zeit zu leben und Zeit zu sterben）は、ドイツ人作家エーリヒ・マリア・レマルクの小説、およびそれを原作とする1958年製作のアメリカ映画（映画の原題は『A Time to Love and a Time to Die』）。
第二次世界大戦末期のドイツを舞台に、あるドイツ兵士の恋愛と戦争体験を描いた物語である。

## ストーリー
第二次世界大戦末期、ナチス・ドイツの敗戦が色濃くなって行く中で、前線の戦場から2週間の休暇をもらって故郷に帰ったエルンスト・グレーバーは、町が爆撃され、両親が行方不明になっていることを知る。両親の行方を探すために父親のかかりつけの医師だったクルーゼを訪ねるが、クルーゼが既に強制収容所に送られた後であることを娘のエリーザベトから聞かされる。落胆したエルンストが帰ろうとしたそのとき、空襲警報が発令され、ともに防空壕に避難したことをきっかけに、エルンストとエリーザベトは親しくなる。
何度か逢ううちに自然と愛し合うようになった2人は、エルンストの両親が居場所は不明なものの生きていることを知ったこともあり、結婚。エルンストが軍務に戻るまでの限られた時間ではあるが新婚生活をスタートさせる。ところがその矢先、町が空襲に遭い、2人は家を焼け出されてしまう。

## キャスト
- エルンスト・グレーバー - ジョン・ギャヴィン
- エリザベス（エリーザベト）・クルーゼ - リロ（リゼロッテ）・プルファー
- イマーマン - ジョック・マホニー
- ゲシュタポ - クラウス・キンスキー

## 備考
- 原作者レマルクがポールマン教授役で出演している。
- 本来ドイツ語であるセリフがすべて英語になっている。そのため登場人物の名前も英語読みになっている（エリーザベト→エリザベス）。

## 日本語訳
- 山西英一訳　現代世界文学全集　新潮社、1955年 のち新潮文庫